# 石孝榮
石孝榮（1988年3月9日—），是台灣的棒球選手之一，曾效力於中華職棒兄弟象隊，守備位置為投手。

## 經歷
- 臺中市力行國小少棒隊
- 臺中市西苑高中青少棒隊
- 臺中市西苑高中青棒隊
- 開南大學棒球隊（維輪實業）
- 中華職棒興農二軍借將（2009年）
- 臺北市成棒隊（2010年）
- 中華職棒兄弟象隊代訓球員（2011年）
- 中華職棒兄弟象隊→中信兄弟隊（2011年－2014年）
- 苗栗縣西湖國中青少棒隊教練（2016年－2017年）
- 苗栗縣烏眉國小楓樹分校少棒隊教練（2020年－）

## 職棒生涯成績
| 年度   | 球隊   | 出賽 | 勝投 | 敗投 | 中繼 | 救援 | 完投 | 完封 | 三振 | 四死 | 責失 | 投球局數 | 防禦率 |
| ------ | ------ | ---- | ---- | ---- | ---- | ---- | ---- | ---- | ---- | ---- | ---- | -------- | ------ |
| 2012年 | 兄弟象 | 20   | 0    | 0    | 0    | 0    | 0    | 0    | 10   | 12   | 17   | 27.1     | 5.60   |
| 2013年 | 兄弟象 | 6    | 0    | 0    | 0    | 0    | 0    | 0    | 5    | 2    | 2    | 5.2      | 3.18   |
| 合計   | 2年    | 26   | 0    | 0    | 0    | 0    | 0    | 0    | 15   | 14   | 19   | 33.0     | 5.18   |

## 外部連結
- 石孝榮在台灣棒球維基館上的頁面（繁體中文）
- 球員資訊和成績在中華職棒官網（中文）